# 菅原卓

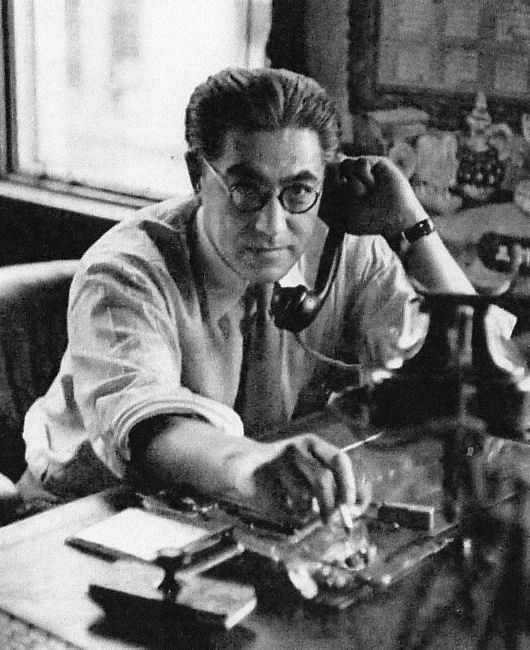
菅原卓

菅原 卓（すがわら たかし、1903年1月15日 - 1970年5月3日）は、日本の実業家で劇作家、演出家でもある。菅原電気商会元社長。
第二次世界大戦後、アメリカ演劇を日本に紹介したことで知られる。
弟は劇作家の内村直也。

## 人物
東京生まれ。1925年、慶應義塾大学経済学部卒。
コロンビア大学で演劇を学ぶ。
岸田國士に師事し、1932年雑誌『劇作』を創刊。
左翼演劇に反対して演劇の芸術性を擁護し、劇作派と呼ばれる。
1934年戯曲「北へ帰る」を発表。
1939年、菅原電気商会社長となる。
戦後、1949年、ピカデリー実験劇場運営委員長に就任し、戦後の演劇復興に尽力し、1950年水谷八重子（初代）とともに現代劇運動を起こす。
1954年アーサー・ミラー『セールスマンの死』の翻訳と演出をして、これを機に劇団民芸に所属する。
『アンネの日記』の訳、演出も行った。
1970年5月3日、胸部大動脈りゅうのため東京厚生年金病院にて死去。告別式は同年5月8日、青山葬儀所で行われた。

## 著書
- 『菅原卓の仕事』（早川書房） 1976

## 翻訳
- 『劇場』（イディス・アイザックス、斎藤進共訳、カオリ社） 1931
- 『セールスマンの死』（アーサー・ミラー、大村敦共訳、早川書房） 1950
- 『ヘッダ・ガブラー』（ヘンリク・イプセン、原千代海共訳、京橋書院） 1950
- 『探偵物語』（シドニー・キングスレー、早川書房） 1953
- 『民衆の敵』（ヘンリク・イプセン、角川文庫） 1953
- 『戯曲作法』（ジョン・アーヴィン、未來社） 1954
- 『アーサー・ミラー全集』全3巻（早川書房） 1957 - 1968
- 『戯曲 アンネの日記』（アルバート・ハケット, フランセス・G・ハケット、文藝春秋新社） 1958、のち文春文庫 1981
- 「にわとり」（ショーン・オケーシー、白水社、『今日の英米演劇01』） 1968